# فيليب سولومون
فيليب سولومون (بالإنجليزية: Philip Solomon)‏ هو طبيب نفسي أمريكي، ولد في 16 أبريل 1926، وتوفي في 31 مايو 2002.